# New York Life Building
Pour l'édifice à Montréal, voir Édifice New York Life.
Le New York Life Insurance Building ou plus simplement New York Life Building, est un gratte-ciel du quartier de Flatiron District, dans l'arrondissement de Manhattan à New York. Situé au 51 Madison Avenue, il est proche de Madison Square et d'autres bâtiments célèbres, comme le Flatiron Building et la Metropolitan Life Tower. Comme son nom l'indique, il héberge le siège de la New York Life Insurance Company.

## Histoire

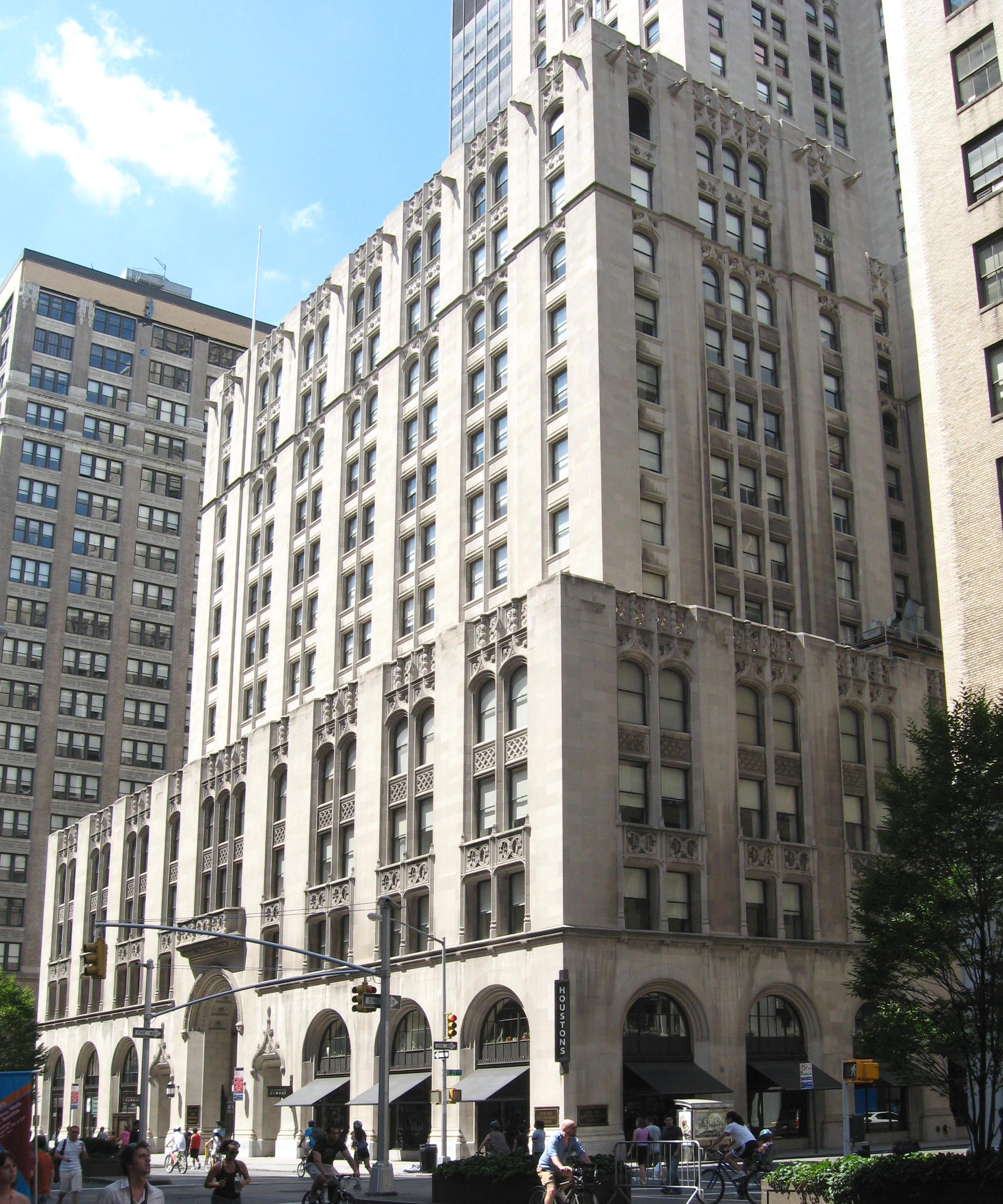
Le New York Life Insurance Building vu de Park Avenue

Le New York Life Building est bâti sur l'emplacement des premier et deuxième Madison Square Garden. Les travaux commencèrent en 1926. Il fut inauguré en 1928.

## Architecture
Le New York Life Building a été dessiné par Cass Gilbert, à qui l'on doit également le Woolworth Building, en 1926. Haut de 188 mètres, ce bâtiment de 40 étages occupe, fait rarissime dans la ville, un bloc (pâté de maisons) entier, entre Madison Avenue, Park Avenue et les 26e et 27e rues. D'un point de vue architectural, il est surtout connu pour son toit pyramidal doré. Néanmoins il est aussi original pour la synthèse qu'il réalise entre aspects néo-gothiques et mode des années 1920. Il constitue ainsi une sorte de transition entre les tendances architecturale néo-gothiques des années 1900 et l'émergence de l'Art déco, propre à la fin des années folles.